# Naschmarkt Park
Der Naschmarkt-Park ist eine, sich derzeit in Bau befindliche, öffentliche Parkanlage im 6. Wiener Gemeindebezirk Mariahilf. Er wird eine Fläche von etwa 6300 Quadratmetern umfassen und mit über 90 Bäumen bepflanzt. Der Park entsteht nach den Planungen des Wiener Architekturbüros mostlikely auf dem ehemaligen Parkplatz des Wiener Naschmarkts, direkt zwischen der Linken Wienzeile und der Rechten Wienzeile. und soll im Herbst 2025 fertiggestellt werden. Er ist das Ergebnis einer jahrelangen politischen und zivilgesellschaftlichen Auseinandersetzung über die Zukunft der Fläche, die ursprünglich für eine Markthalle vorgesehen war.

## Hintergrund
Der Naschmarkt-Parkplatz, welcher westlich vom Naschmarkt angesiedelt ist, ist eine städtische Hitzeinsel. Die von der Stadt Wien unter Stadträtin Ulli Sima (SPÖ) zunächst geplante Errichtung einer Markthalle stieß auf massiven Widerstand aus der Bevölkerung. Angesichts des zunehmenden Bedarfs an Grünflächen in der dicht bebauten Innenstadt Wiens setzten sich die Bürgerinitiative „Freiraum Naschmarkt“ und die Wiener Grünen für eine vollständige Begrünung der Fläche ein. 
Eine Petition der Wiener Grünen mit über 21.000 Unterschriften sowie Proteste und Beteiligungsformate unterstrichen die Forderung nach einem Park. Schließlich wurde beschlossen, den westlichen Teil des Parkplatzes zu begrünen und eine kleinere Markthalle auf einer benachbarten Fläche östlich der Kettenbrücke, direkt neben dem Wiener Naschmarkt, zu errichten.

### Chronologie der Debatte
Im Jahr 2013 wurde erstmals von den Grünen Mariahilf die Forderung erhoben, die Naschmarkt-Platte zu begrünen. Ein Jahr später, 2014, präsentierte die SPÖ Wien die Idee, auf dem Naschmarkt-Gelände eine neue Markthalle zu bauen. Im Jahr 2020 stellte die Stadt Wien die ersten Pläne für eine Markthalle auf dem Naschmarkt-Parkplatz vor. 
2021 begannen die Proteste gegen dieses Vorhaben, als die Grünen Mariahilf eine Petition mit dem Titel „Park statt Halle“ starteten und die Bürgerinitiative „Freiraum Naschmarkt“ gegründet wurde. 2022 folgte ein EU-weiter Ideenwettbewerb, dessen Siegerprojekt im Jahr 2023 vorgestellt wurde. Dieses sieht sowohl die Schaffung eines Naschmarkt-Parks als auch eine kleinere Markthalle an einer anderen Stelle vor. Im Jahr 2024 begann schließlich der Baustart des Parks und die Ausschreibung für den Bau der Markthalle. Die Fertigstellung des Naschmarkt-Parks ist für 2025 vorgesehen.

## Markthalle
Die Markthalle wird auf einer Fläche östlich des Naschmarkts errichtet. Geplant ist, dass die Halle eine begehbare & begrünte Dachterrasse erhält und etwa 8,5 Meter hoch ist. Die Halle ist aufgrund ihres Standorts und ihrer Dimensionen ein kontroverses Thema. Kritiker, darunter die Bürgerinitiative und die Grünen, sehen in ihr einen Eingriff in das historische Stadtbild der Linken Wienzeile, die durch Otto-Wagner-Bauten geprägt ist. Außerdem wird der Mangel an Transparenz bei der Planung sowie die dadurch größer werdende Konkurrenz für die Marktstandler des Wiener Naschmarkts bemängelt.